# Herieth Paul
Herieth Paul (14 de diciembre de 1995) es una modelo  tanzana.

## Vida y carrera
Se mudó a Ottawa, Canadá a los 14 años debido al trabajo de su madre, Nsia Paul, como diplomática. Tiene una hermana llamada Happiness Floyd. Fue descubierta por la agencia Angie's AMTI, con sede en la misma ciudad. Firmó con Women Management Nueva York en junio de 2010.
Paul ha desfilado para Diane von Fürstenberg, Lacoste, Tom Ford, Calvin Klein, Armani, Cavalli y 3.1 Phillip Lim. Paul ha aparecido en editoriales para Vogue Italia, i-D y Teen Vogue. Paul apareció en la portada de Vogue Italia junto a Arizona Muse y Freja Beha.  En julio de 2011 fue la portada de Elle. En la portada se puede leer: "Naomi muévete a un lado. Por qué estamos emocionados por Herieth." Paul fue una de las tres modelos fotografiadas para la vampaña de Tom Ford otoño/invierno 2013. Esta campaña fue nombrada una de las top 10 campañas de 2013 por Racked.com. Herieth aparecido en campañas publicitarias de McKonea y Tom Ford.

### Vida personal
Desde finales del 2018, mantiene una relación con el modelo tanzano, Monywiir Deng Dharjang, el cual en mayo del 2020, anunciaron que estaban esperando un hijo, en el cual el 10 de febrero del 2021, Paul y Dharjang en su cuenta instagram de la primera, dieron la bienvenida a su hijo Riael.